# Ливонска губернија
Ливонска губернија (рус. Лифляндская губерния, Liflyandskaya guberniya; лет. Vidzemes guberņa, након насељавања Летонаца у покрајини Видземе) била је једна од Балтичких губернија у склопу Руске Империје, сада је подручје подељено између Летоније и Естоније.

## Историја
Након капитулације Естоније и Ливоније 1710. године, 28. јула 1713. Петар Велики је основао Ришку губернију (рус. Рижская губерния) којој су прикључени и Смоленски ујезд, Дорогобуж ујезд, Рослављски ујезд и Вјаземски ујезд из Смоленске губерније.
Шведска је званично предала Шведску Ливонију 1721. године Русији миром у Ништаду. У 1722. години Тартума је додата Ришкој губернији. 1726. године Смоленска губернија је одвојена од Ришке, која је тада имала 5 покрајина - Ригу, Цесис, Тарту, Парну и Сарему. Током 1783. је губернији прикључена жупанија Слока. 3. јула 1783. Катарина Велика је реорганизовала губернију у Ришко намесништво. Тек 1796, након Треће поделе Пољске, територија је преименована у Ливонску губернију. 
До краја 19. века губернијом нису важили руски закони већ је аутономно управљао феудални Ландтаг састављен од локалног немачког балтичког племства. Немачко племство је инсистирало на очувању својих привилегија и употребе немачког језика. У 1816. години цар Александар је ослободио кметове у Ливонији, што је претходило његовим плановима за укидање феудалног система у целој Русији.
Након руске Фебруарске револуције у 1917. години, северни део Ливонске губерније је прикључен Естонској губернији и формирана је аутономна губернија Естонија. Аутономна губернија Естонија је усвојила декларацију о независности Естоније 24. фебруара 1918, један дан пре окупације од стране немачке војске за време Првог светског рата. 
Миром у Брест-Литовску 3. марта 1918, бољшевичка Русија је прихватила губитак Ливонске губерније и споразумом закљученим у Берлину 27. августа 1918. аутономна губернија Естонија и Ливонска губернија су одвојене од Русије.